# 58 Водолея
58 Водолея (лат. 58 Aquarii, HD 213464) — одиночная звезда в созвездии Водолея на расстоянии приблизительно 243 световых лет (около 75 парсеков) от Солнца. Видимая звёздная величина звезды — +6,381m. Возраст звезды оценивается как около 1,086 млрд лет.

## Характеристики
58 Водолея — белая звезда спектрального класса A9/F0V или A8III. Масса — около 1,734 солнечной, радиус — около 2,059 солнечных, светимость — около 11,73 солнечных. Эффективная температура — около 7477 К.